# Akito Kawamoto
Akito Kawamoto (河本 明人 Kawamoto Akito?), född 1 maj 1990 i Shiga prefektur, är en japansk fotbollsspelare.
Kawamoto började sin karriär 2013 i Ventforet Kofu. 2015 blev han utlånad till Tochigi SC. Han gick tillbaka till Ventforet Kofu 2016.